# Matthijs van Heijningen
 (octobre 2018).
Pour les articles homonymes, voir Van Heijningen.
Matthijs van Heijningen, né le 17 avril 1944 à Alphen-sur-le-Rhin, est un  producteur de cinéma néerlandais.

## Carrière
Il est le père du réalisateur Matthijs van Heijningen Jr..

## Filmographie
- 1969 : She is Like a Rainbow de Anton Kothuis
- 1975 : Zwaarmoedige Verhalen voor bij de Centrale Verwarming de Nouchka van Brakel, Guido Pieters et Ernie Damen[3]
- 1976 : Alle dagen feest de Ate de Jong[4]
- 1977 : Het Debuut de Nouchka van Brakel[5]
- 1978 : Flanagan de Adriaan Ditvoorst
- 1978 : Mysteries de Paul de Lussanet[6]
- 1979 : Une femme comme Eva de Nouchka van Brakel[7]
- 1980 : Known Faces, Mixed Feelings de Ate de Jong
- 1980 : Dear Boys de Paul de Lussanet[8]
- 1981 : A Flight of Rainbirds de Ate de Jong[9]
- 1982 : A Question of Silence  de Marleen Gorris[10]
- 1982 : Van de koele meren des doods de Nouchka van Brakel[11]
- 1983 : L'Ascenseur de Dick Maas[12]
- 1983 : Een Zaak van Leven of Dood de George Schouten[13]
- 1984 : Miroirs Brisés de Marleen Gorris[14]
- 1984 : Ciske le Filou de Guido Pieters
- 1986 : In de schaduw van de overwinning de Ate de Jong[15]
- 1987 : A month later de Nouchka van Brakel[16]
- 1989 : Rituals de Herbert Curiel[17]
- 1990 : Vigour de Frouke Fokkema[18]
- 1991 : Eline vere de Harry Kümel[19]
- 1992 : Voor een verloren soldaat de Roeland Kerbosch[20]
- 1994 : 1000 Rosen de Theu Boermans
- 1995 : All Men Are Mortal d'Ate de Jong[21]
- 1996 : Punk Lawyer de Gerrit van Elst[22]
- 1999 : De bal de Danny Deprez[23]
- 2000 : The Black Meteor de Guido Pieters
- 2001 : De vriendschap de Nouchka van Brakel[24]
- 2003 : Kees de jongen de André van Duren[25]
- 2011 : The Gang Of Oss de André van Duren[26]
- 2016 : The Fury de André van Duren[27]
- 2018 : Life Is Wonderful de Frans Weisz